# Polepy, Litoměřice
Polepy là một làng thuộc huyện Litoměřice, vùng Ústecký, Cộng hòa Séc.